# Stadtbibliothek Tempelhof-Schöneberg
Die Stadtbibliothek Tempelhof-Schöneberg wurde am 1. Dezember 2001 gegründet, nachdem die beiden Berliner Bezirke Tempelhof und Schöneberg fusionierten. Somit wurden auch die beiden Stadtbibliotheken zusammengeschlossen. Die Bibliothek weist einen Medienbestand von 280.521 auf, die im Jahr 2022 von 437.782 Besuchern etwa 1,47 Millionen Mal entliehen wurden. Darüber hinaus organisierte die Bibliothek im gleichen Zeitraum 1707 Veranstaltungen, Führungen und Ausstellungen.

## Geschichte
Im Jahr 1999 wurde begonnen die Tempelhofer Bibliotheken an den Verbund Öffentlicher Bibliotheken Berlins (VÖBB) anzuschließen. Begonnen wurde am 15. Juni 1999 mit der Hauptbibliothek Tempelhof im Eva-Maria-Buch-Haus. Es folgten die Stadtteilbibliothek Lichtenrade (21. Juni 1999), die Stadtteilbibliothek Marienfelde – Haus Marienfelder Allee (28. Juni 1999) und am 28. Juni 1999 das Haus Waldsassener Straße. Im Jahr 2000 wurden auch die Schöneberger Bibliotheken an den VÖBB angeschlossen, so dass zum Zeitpunkt des Zusammenschlusses 2001 schon in ein gemeinsames Bibliothekssystem katalogisiert wurde.

## Einrichtungen
Derzeit (Stand Ende 2023) befinden sich 6 verschiedene Einrichtungen und die Fahrbibliothek im ganzen Bezirk verteilt.
| Name und ggf. weitere Informationen | Adresse                                  | Ortsteil    | Bestand | Namensgeber            | Bild |
| --- | ---------------------------------------- | ----------- | ------- | ---------------------- | ---- |
| Bezirkszentralbibliothek Eva-Maria-Buch-Haus | Götzstraße 8–12, 12099 Berlin            | Tempelhof   | 90.000  | Eva-Maria Buch         |      |
| Mittelpunktbibliothek Schöneberg Theodor Heuss | Hauptstraße 40, 10827 Berlin             | Schöneberg  | 73.400  | Theodor Heuss          |      |
| Stadtteilbibliothek Lichtenrade Edith Stein | Steinstraße 37–41, 12307 Berlin          | Lichtenrade | 41.000  | Edith Stein            |      |
| Stadtteilbibliothek Marienfelde Medienhaus Marienfelde | Marienfelder Allee 107/109, 12277 Berlin | Marienfelde | 21.500  | Medienhaus Marienfelde |      |
| Stadtteilbibliothek Schöneberg Gertrud Kolmar Aufgrund von Eigenbedarf der Schule, in deren Gebäude sich die Bibliothek befand, wurde der Standort 2021 stillgelegt. Die Medien wurden auf die Schule und andere Standorte aufgeteilt und es werden neue Räumlichkeiten gesucht (Stand 2024). | Pallasstraße 27, 10781 Berlin            | Schöneberg  | ?       | Gertrud Kolmar         |      |
| Mittelpunktbibliothek Schöneberg – Nebenstelle Thomas-Dehler-Bibliothek Nachdem die Bezirksverwaltung im Jahr 2001 eine Schließung beschlossen hatte, konnte der neu gegründete Freundeskreis der Thomas-Dehler- Bibliothek e. V.den Standort übernehmen.                                     | Martin-Luther-Straße 77, 10825 Berlin    | Schöneberg  | ?       | Thomas Dehler          |      |
| Fahrbibliothek | Götzstraße 8–12, 12099 Berlin            | Schöneberg  | 04000   | Mobilität              |      |